# Alcanena
 (novembre 2014).

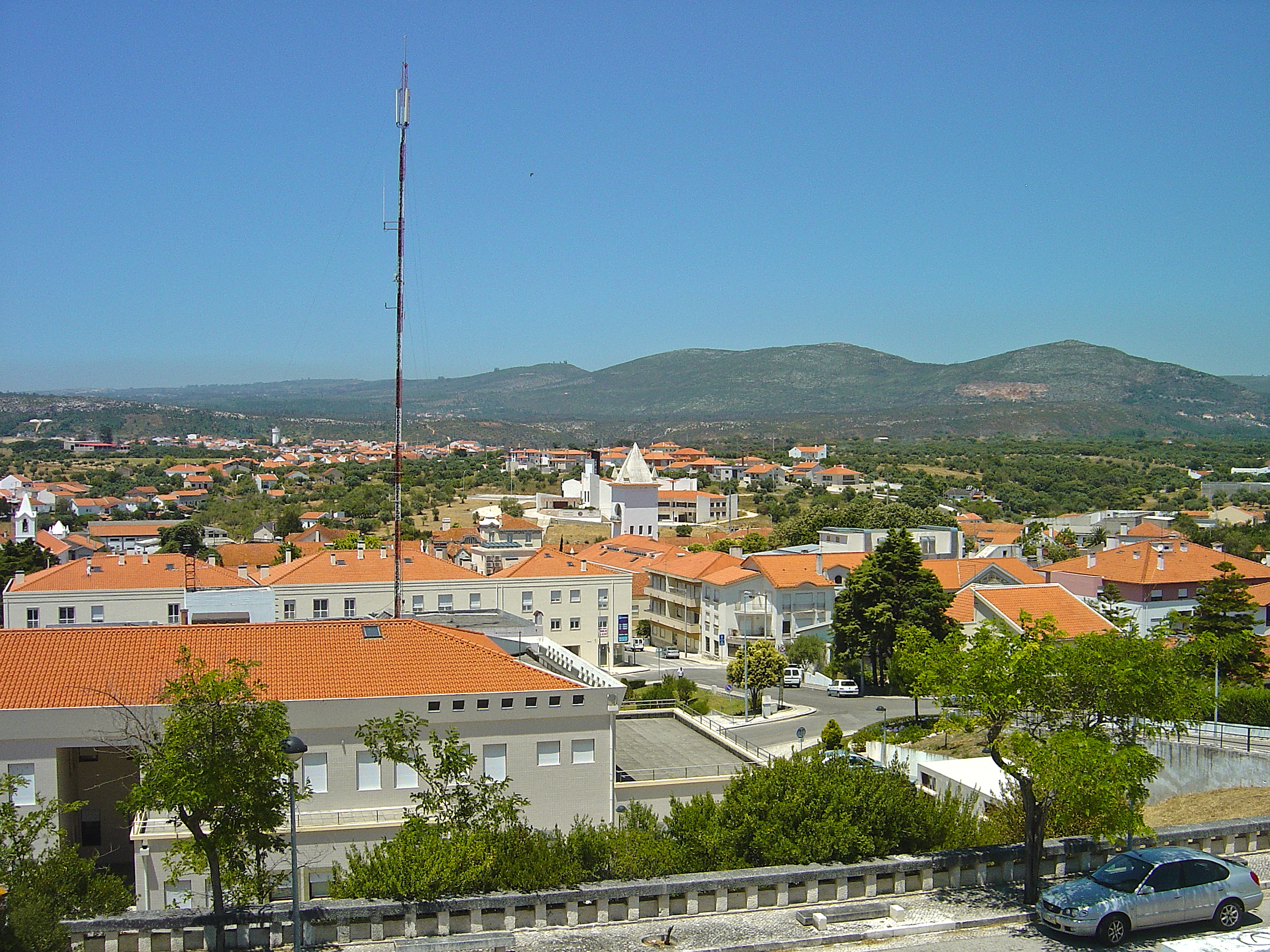
Alcanena, Portugal

Alcanena est une ville portugaise située dans le district de Santarém. La ville possède une population de 12 472 habitants.
Alcanena est le siège d'une municipalité de 13 868 habitants et d'une superficie 127,3 km2.

## Géographie
Alcanena est limitrophe :
- au nord-est, de Ourém,
- à l'est, de Torres Novas,
- au sud et au sud-ouest, de Santarém,
- au nord-ouest, de Porto de Mós.

## Démographie
La municipalité a été créée en 1914 par désannexation de freguesias de Santarém et Torres Novas.
| 1864  | 1878  | 1890  | 1900  | 1911  | 1920   | 1930   | 1960   | 1981   |
| ----- | ----- | ----- | ----- | ----- | ------ | ------ | ------ | ------ |
| 6 015 | 6 908 | 8 100 | 8 759 | 9 670 | 10 207 | 11 122 | 14 773 | 14 287 |

| 1991   | 2001   | 2004   | 2011   | 2021   | - | - | - | - |
| ------ | ------ | ------ | ------ | ------ | - | - | - | - |
| 14 373 | 14 600 | 14 763 | 13 868 | 12 472 | - | - | - | - |

## La ville

### Démographie
Elle possède une densité de population de 115,7 hab/km2.
| Tranche d'âge | 0 - 14 ans | 15 - 24 ans | 25 - 64 ans | 65 ans et plus |
| Population    | 1 494 hab  | 1 224 hab   | 6 207 hab   | 3 547 hab      |
| Pourcentage   | 12,0 %     | 9,8 %       | 49,8 %      | 28,4 %         |

Le taux de chômage est de 4,1 %[réf. nécessaire].

### Économie
- Industrie du cuir
- Métallurgie
- Agriculture

### Subdivisions
La municipalité est divisée en 10 paroisses :
- Alcanena
- Bugalhos
- Espinheiro
- Louriceira
- Malhou
- Minde
- Moitas Venda
- Monsanto
- Serra de Santo António
- Vila Moreira

## Jumelage
- Les Mureaux (France)
- Santa Croce sull'Arno (Italie)
- Sal (Cap-Vert)